# Moenkhausia pirauba
Moenkhausia pirauba is een straalvinnige vissensoort uit de familie van de karperzalmen (Characidae). De wetenschappelijke naam van de soort is voor het eerst geldig gepubliceerd in 2010 door Zanata, Birindelli & Moreira. De soort leeft in de tropische wateren van de rivieren Culuene, Curuá en Pires Teles in de Braziliaanse staten Mato Grosso en Pará. Hij bereikt een maximale lengte van 9,9 cm. De beschermingsstatus van de soort is niet vastgesteld en derhalve onbekend. De naam van deze soort is een samenvoeging van de Tupi-woorden pira en aúba, hetgeen 'false vis' betekent.